# Li Jingrui
Li Jingrui (xinès simplificat:李静睿) (Zigong 1982 -) periodista, "blogger" i escriptora xinesa.

## Biografia
Li Jingrui va néixer el 1982 a Zigong, província de Sichuan (Xina).És va graduar a l'Escola de Periodisme de la Universitat de Nanquin. El març de 2007 es va traslladar a Pequín.

### Periodista
El 2009 va començar una nova experiència escrivint al diari en línia de Tencent (腾讯), Dajia (大家) (腾讯). Molts dels seus articles són notes de lectura, o reflexions sobre la lectura, com ara la seva publicació d'abril de 2014: "Reading Notes: Loneliness and Creation".
El 2012 és un punt d'inflexió tant en la seva vida com en la seva obra. Va renunciar al diari de Pequín i va marxar a Nova York durant un any. I allà, obté una columna a la versió xinesa del The Wall Street Journal que ràpidament es fa popular.
Durant vuit anys va ser periodista especialitzada en assumptes legals per al 新京报 (Beijing New Daily).

### Carrera literària
Va començar a escriure quan encara era a l'institut, cap als disset anys. Aleshores va patir la pressió dels editors per escriure una novel·la. Però, oposada a la idea d'escriure per encàrrec i no tenir la intenció de convertir-se en una "jove escriptora d'èxit", es va resistir i no va començar a publicar fins a principis del 2013 amb un primer recull d'assajos publicat al seu blog titulat "Desitjo que el camí sigui llarg" (愿 你 的 道路 漫长), a la qual segueix una segona col·lecció del mateix tipus, com: "El llibre de nit" (枕边 书) o Pillow Book - que recorda l'obra de l'escriptora japonesa Sei Shōnagon.
L'octubre del mateix any, va publicar la seva primera col·lecció de contes, dotze en total: "Històries d'un poble petit" (小小 故事), a saber: Un hivern silenciós 沉默 的 冬天 / Els morts 死者 / Amb talons alts 高跟鞋 上 / El camí sota la lluna 月光 下 的 路 / Focs artificials humits 潮湿 翄 心 湿 續 / El segon germà de la botiga de fideus 俓光 下/ La casa de te 茶馆 / La venedora de llana 卖 毛线 的 女人 / La cançó a la riba 岸上 的 歌声 / La ciutat de la sal 盐 · 子 / Un petit poble 小小 Aquesta és una evocació del seu racó de Sichuan. L'estil és molt realista, ple de detalls visuals vius i estimulant la imaginació.
La seva escriptura es nodreix de les seves lectures. A més, el nom de la seva pàgina de weibo ho testimonia: "L'illa d'Ítaca d'A Hua" (阿花 的 伊萨卡 岛), sent A Hua el seu pseudònim. En escollir-lo, es va posar així sota l'egida del poeta grec Konstantinos Petru Kavafis.:
El 14 de gener de 2017, va guanyar el Premi Jove Escriptor de l'Any i el 2n Premi de Literatura de la Llibreria de Carrer Únic.

### Obres destacades
- Missing - Shizong - 失踪 -
- A Quiet Winter - Chenmo de Dongtian - 沉默的冬天
- Yueguang xia de Lu (月光下的路)
- Gaogenxie Shang (高跟鞋上)
- Xiaocheng (小城) (Small Town),
- Sizhe (死者)
- L’image inversée de New Nork (纽约倒影)
- Chaguan (茶馆)
- Mai Maoxian de Nüren (卖毛线的女人)
- Anshang de Gesheng (岸上的歌声)
- Yan Cheng (盐·城)
- Chaoshi de Yanhua (潮湿的烟花)
- Aiqing, yige juedingxing shunjian (爱情，一个决定性瞬间): Love, a Decisive Moment
- Wo xiangxin hui you yi ke songdiao de luosi (我相信会有一颗松掉的螺丝钉) One day, one of the screws will come loose